# Escut d'Oliana
L'escut oficial d'Oliana té el següent blasonament:
Escut caironat: d'or, una olivera de sinople amb un sautoret d'argent travessat al tronc. Per timbre una corona mural de vila.
Va ser aprovat el 13 de maig de 1991 i publicat al DOGC el 5 de juny del mateix any amb el número 1451. L'olivera és un senyal parlant que fa referència al nom de la vila. El sautor, o creu de Sant Andreu, és el símbol del patró d'Oliana.